# 台北市立動物園
台北市立動物園（たいぺいしりつどうぶつえん）は、台湾台北市文山区木柵にある台北市立の動物園である。通称木柵動物園。

## 概要
開園は、日本統治時代の1914年（大正3年）で、台湾で最も古い動物園である。もともとは円山公園内にあり、円山動物園の通称で呼ばれた。

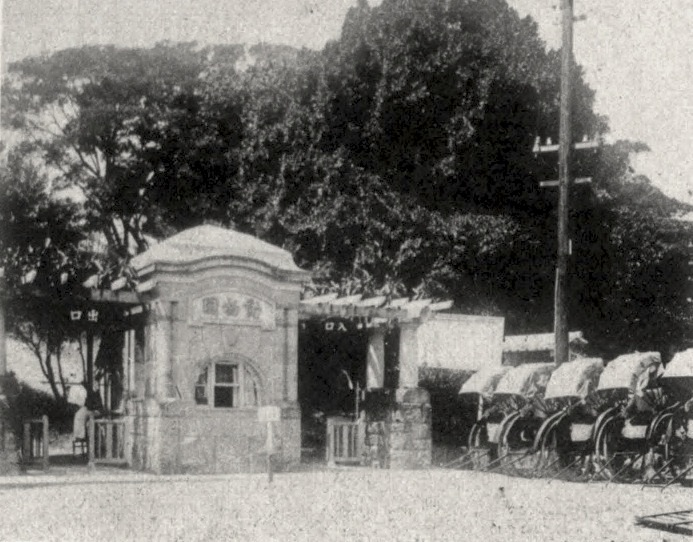
1933年時の入園口
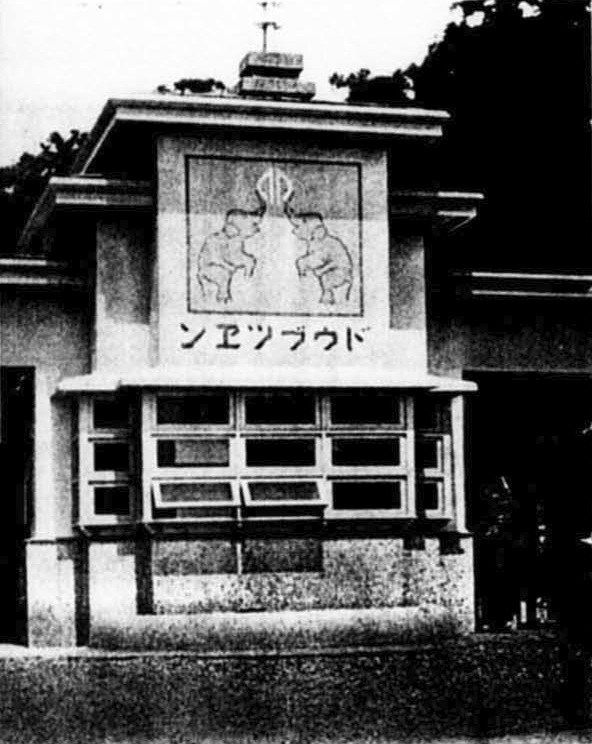
1940年ごろの正門

1944年には第二次世界大戦の戦局悪化に伴いヒグマなどが、1945年にはライオンが脱走時の懸念などを踏まえて殺処分された記録も残る。
1986年に現在地に移転した。
2016年10月、日本のよこはま動物園ズーラシアと、協力友好協定を結ぶ。
2020年12月1日、令和2年度外務大臣表彰を受賞。

## 主な飼育動物と飼育エリア

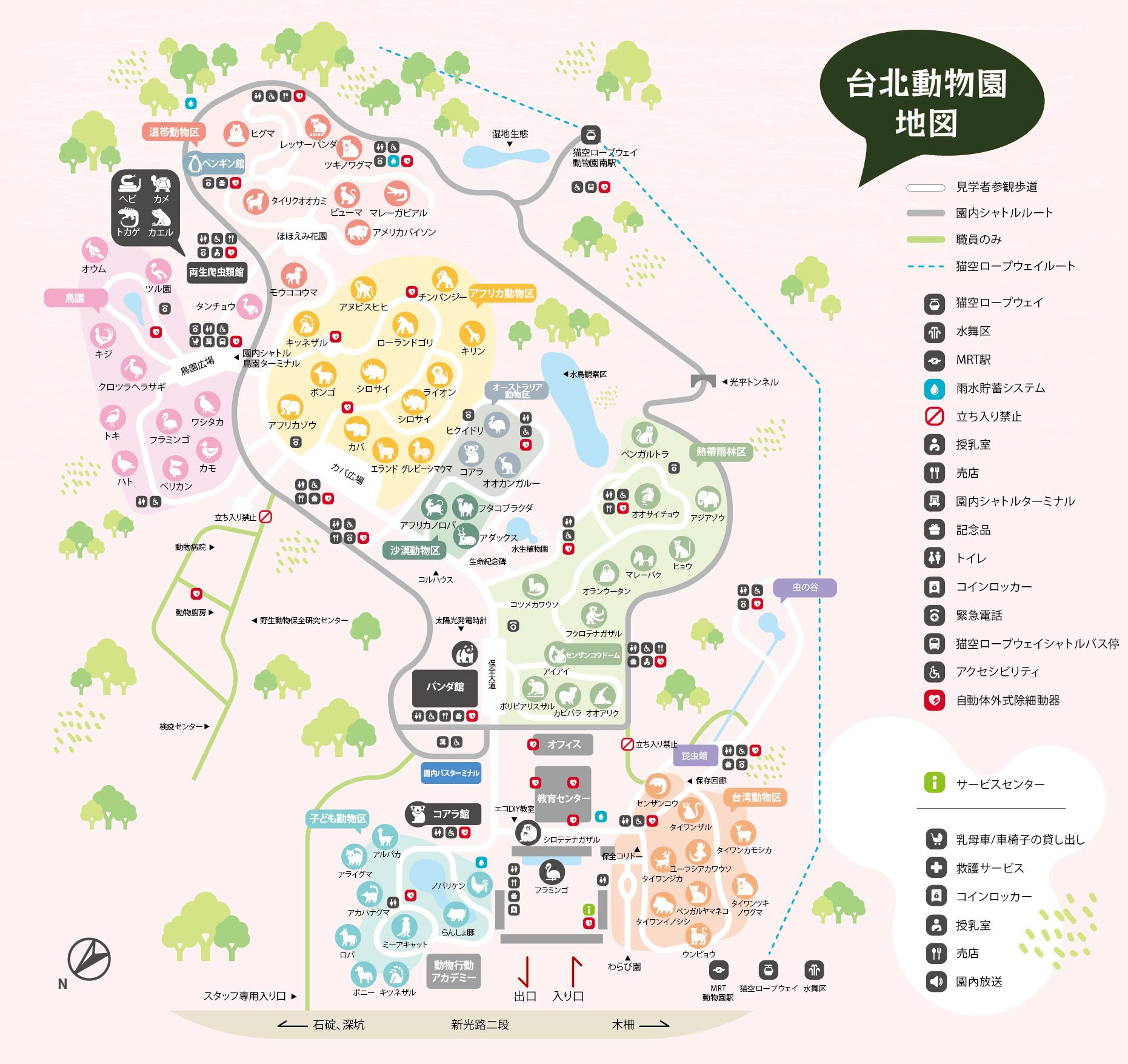
台北動物園地図

展示は気候や環境で区分している。

### 飼育エリアと飼育施設
- 台湾動物区
- 子ども動物区
- 熱帯雨林区
- 砂漠動物区
- オーストラリア動物区
- アフリカ動物区
- 温帯動物区
- 鳥園
- コアラ館
- ペンギン館
- パンダ館
- 両生爬虫類館
- 昆虫館

### ジャイアントパンダ
民主進歩党の陳水扁政権時代から台湾にジャイアントパンダを導入する話はあったが、台湾独立を掲げる民進党の方針と希少動物の国際取引を禁じるワシントン条約への抵触を理由に受け取りを拒絶されてきた。中国国民党の馬英九政権の親中政策に基づき、2008年12月ジャイアントパンダの團團（トゥアントゥアン・オス）と圓圓（メス）が寄贈された。
パンダの移動は国内移動扱いであると中国が主張したことや、それぞれの頭文字をとって「團圓（日本語で団円）」となり中国主導の統一プロパガンダであるとして台湾独立派から反対の声が多かった。
2013年7月6日、人工授精によってメスの子供が生まれた。2022年11月19日團團が18才で亡くなったと発表された。

## その他
- 所在地：台湾台北市文山区新光路二段30号
- アクセス：台北捷運(MRT)文湖線動物園駅（BR01）
- 開園時間：9：00～17：00[9]